# Gyöngyház
A gyöngyház bizonyos puhatestűek héjának a belsején található kemény, színjátszó bevonat. 10-20 µm széles és 0,5 µm vastag aragonitkristályok alkotják, amiket egy rugalmas biopolimerekből álló kötőanyag tart össze. A köpeny nyálkahártyájának sejtjei választják ki, hogy simává tegye a héj belső felületét, és betokozza a parazitákat és a szervetlen törmeléket. Ez az anyag alkotja az igazgyöngyöket is. Az építészetben és az iparművészetben kedvelt díszítőelem.

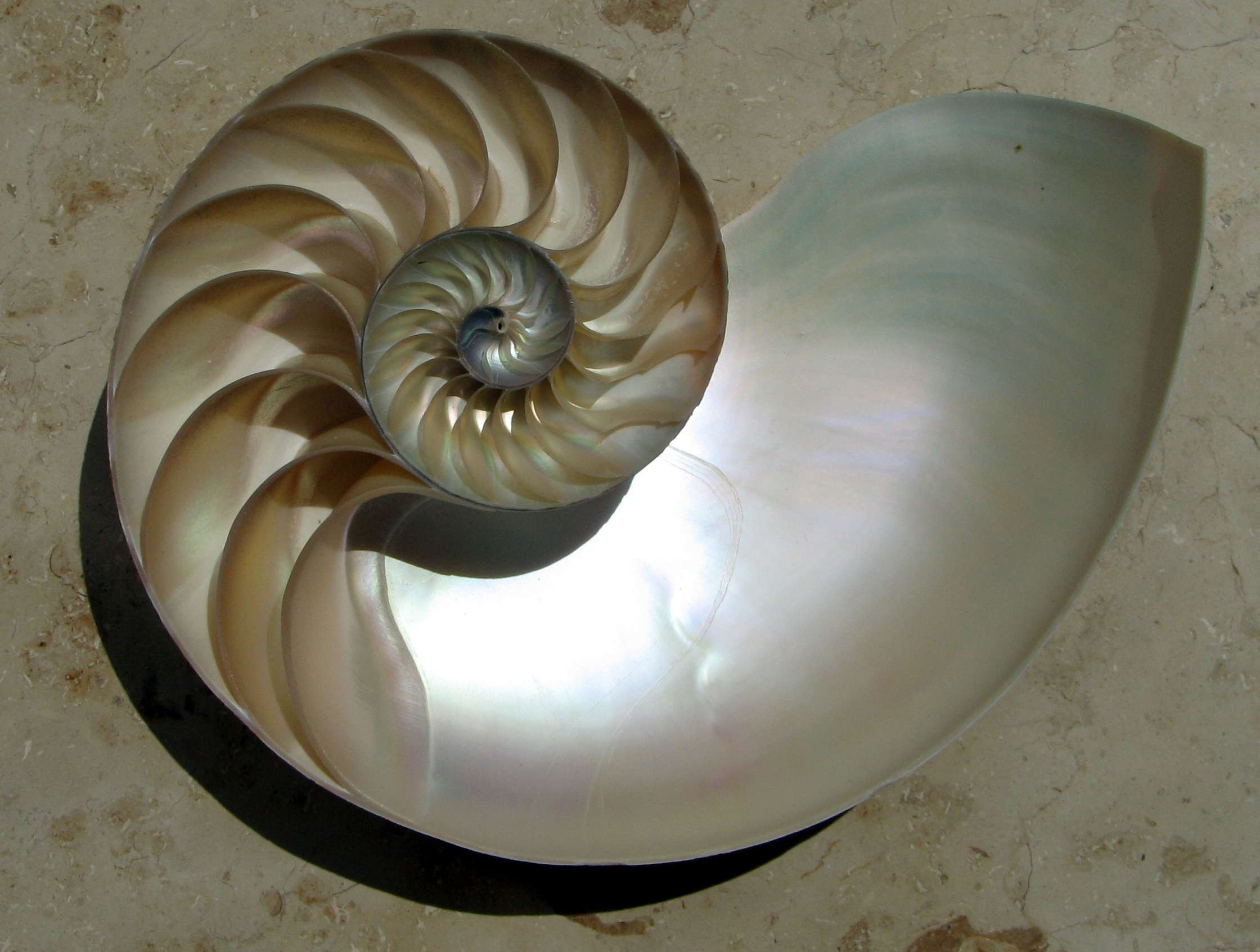
Gyöngyházbevonat egy nautilus házának belsején.
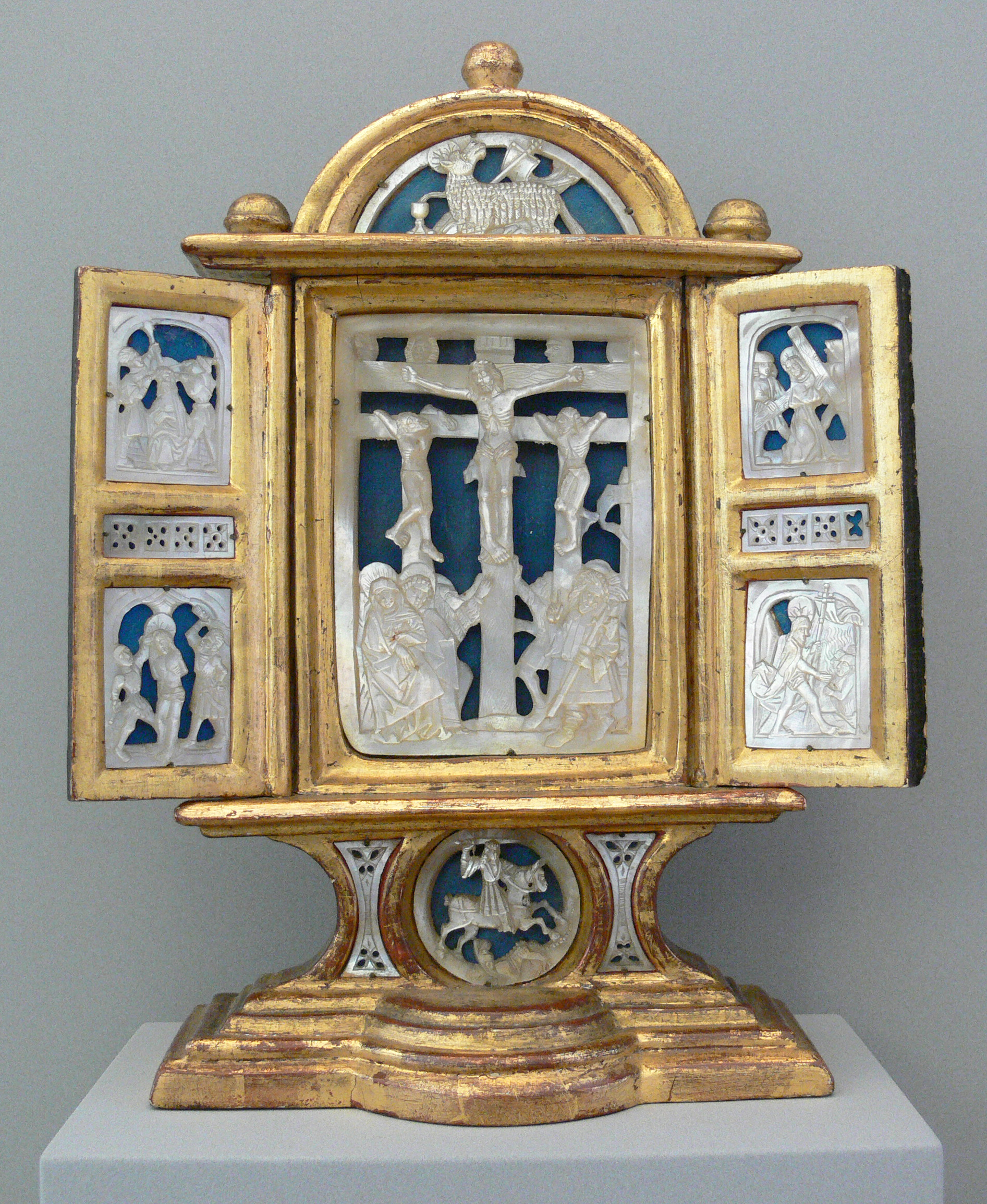
16. századi szárnyasoltár gyöngyházból faragott képekkel.
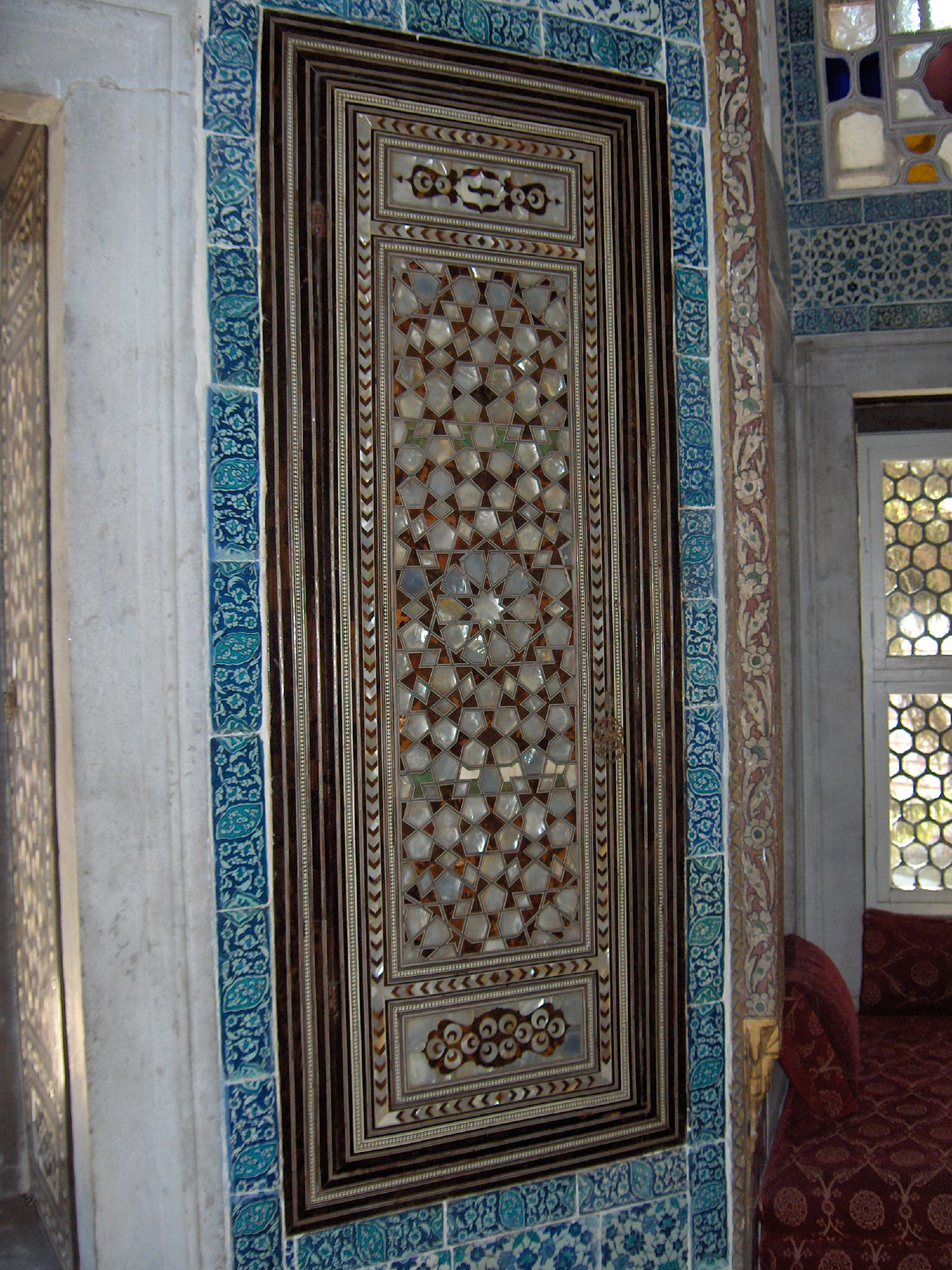
Gyongyházberakásos tábla egy isztambuli épületben.